# پائولو مارکی
پائولو مارکی (انگلیسی: Paolo Marchi؛ زادهٔ ۴ مهٔ ۱۹۹۱) بازیکن فوتبال اهل ایتالیا است.
از باشگاه‌هایی که در آن بازی کرده‌است می‌توان به باشگاه فوتبال کارپی، باشگاه فوتبال اینتر میلان، باشگاه فوتبال کیه‌وو ورونا، باشگاه فوتبال کومو، و باشگاه فوتبال وارزه اشاره کرد.